# 施塔特哈根
施塔特哈根（德語：Stadthagen，發音：[ʃtatˈhaːɡn̩] ⓘ）是德国下萨克森州绍姆堡县的城市，也是绍姆堡县的县治，面积60.27平方千米，2023年12月31日人口为22,924人。

## 友好城市
- 匈牙利 陶波爾曹
- 德国 艾森贝格